# ŠK Slovan Bratislava (femenino)
La sección femenina del ŠK Slovan Bratislava es un club de fútbol femenino de la ciudad de Bratislava y juega en la I. Liga Žien, máxima categoría del fútbol femenino en el país.

## Palmarés
- I. Liga Žien (14): 1994/95, 1995/96, 1996/97, 1997/98, 1998/99, 2000/01, 2003/04, 2008/09, 2009/10, 2010/11, 2011/12, 2015/16, 2017/18, 2018/19.[2]
- Copa Femenina de Eslovaquia (5): 2009, 2011, 2012, 2013, 2018.[3]

## Torneos internacionales
Liga de Campeones Femenina de la UEFA
| Año     | Ronda                    | J  | G | E | P  | GF | GC |
| ------- | ------------------------ | -- | - | - | -- | -- | -- |
| 2010-11 | Fase de grupos           | 3  | 1 | 0 | 2  | 1  | 7  |
| 2011-12 | Fase de grupos           | 3  | 2 | 0 | 1  | 17 | 1  |
| 2012-13 | Fase de grupos           | 3  | 2 | 0 | 1  | 11 | 7  |
| 2016-17 | Fase de grupos           | 3  | 1 | 0 | 2  | 5  | 8  |
| 2018-19 | Fase de grupos           | 3  | 1 | 0 | 2  | 1  | 3  |
| 2019-20 | Fase de grupos           | 3  | 1 | 0 | 2  | 2  | 10 |
| 2020-21 | Clasificación - 1.ª fase | 1  | 0 | 0 | 1  | 0  | 4  |
| Total   |                          | 19 | 8 | 0 | 11 | 37 | 40 |